# Kopfsburg
Kopfsburg (ca. 120 Einwohner) ist einer der größten Gemeindeteile von Lengdorf im oberbayerischen Landkreis Erding.

## Geographie
Das Dorf, der teilweise leichte Streustruktur aufweist, liegt im Osten des Gemeindegebiets, an der Kreisstraße von Lengdorf nach Dorfen. Im 19. Jahrhundert wurde der Ort noch rechtlich in Oberkopfsburg und Unterkopfsburg aufgeteilt.

## Geschichte

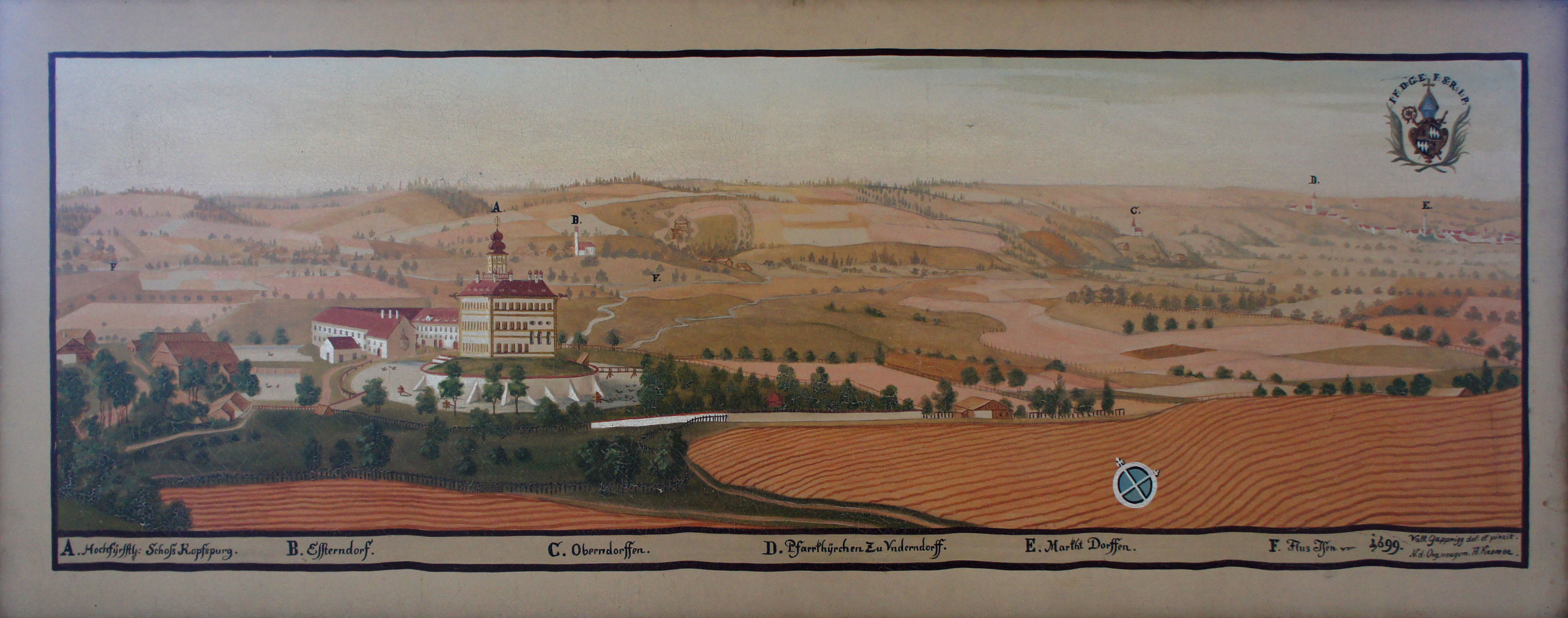
Schloss Kopfsburg 1699 auf einem Gemälde im Fürstengang Freising

Im Jahre 1080 wird der Ort mit den Edlen Chopf zu Kopfsburg, die ihren ersten Ansitz (Burg Kopfsburg) auf der Badberger Anhöhe (dort wurden 3 Burgställe festgestellt) hatten, erstmals erwähnt. Es wird vermutet, dass die Familie mit den Fraunbergern verwandt waren. 1405 stürzte deren Burg ein und sie errichteten nebenan einen Neubau. Ehrentraut Kopf von Kopfsburg, die Tochter des letzten männlichen Erben, heiratete Wolfwein von Preysing. Somit ging der Ort, der Edelsitz und somit auch die Hofmark Kopfsburg, an das für Bayern sehr bedeutende Adelsgeschlecht Preysing über. 1506 errichteten die Preysing dann ein neues Schloss, wohl schon auf dem von einem Wassergraben umgebenen Erdhügel am Nordrand des Dorfes, das 1632 oder 1646 im Dreißigjährigen Krieg durch die Schweden zerstört wurde. Über die Blarer von Wartensee (1628) und Jocher von und zu Eggersberg (1651) kam der Ort und das Schloss 1668 wieder an die Preysings. Von ihnen erwarb der Freisinger Fürstbischof Albrecht Sigismund von Bayern die Kopfsburger Güter. Fürstbischof Johann F. Eckher von Kapfing ließ das Schloss 1698 durchgreifend erneuern und in einen Barockbau verwandeln.

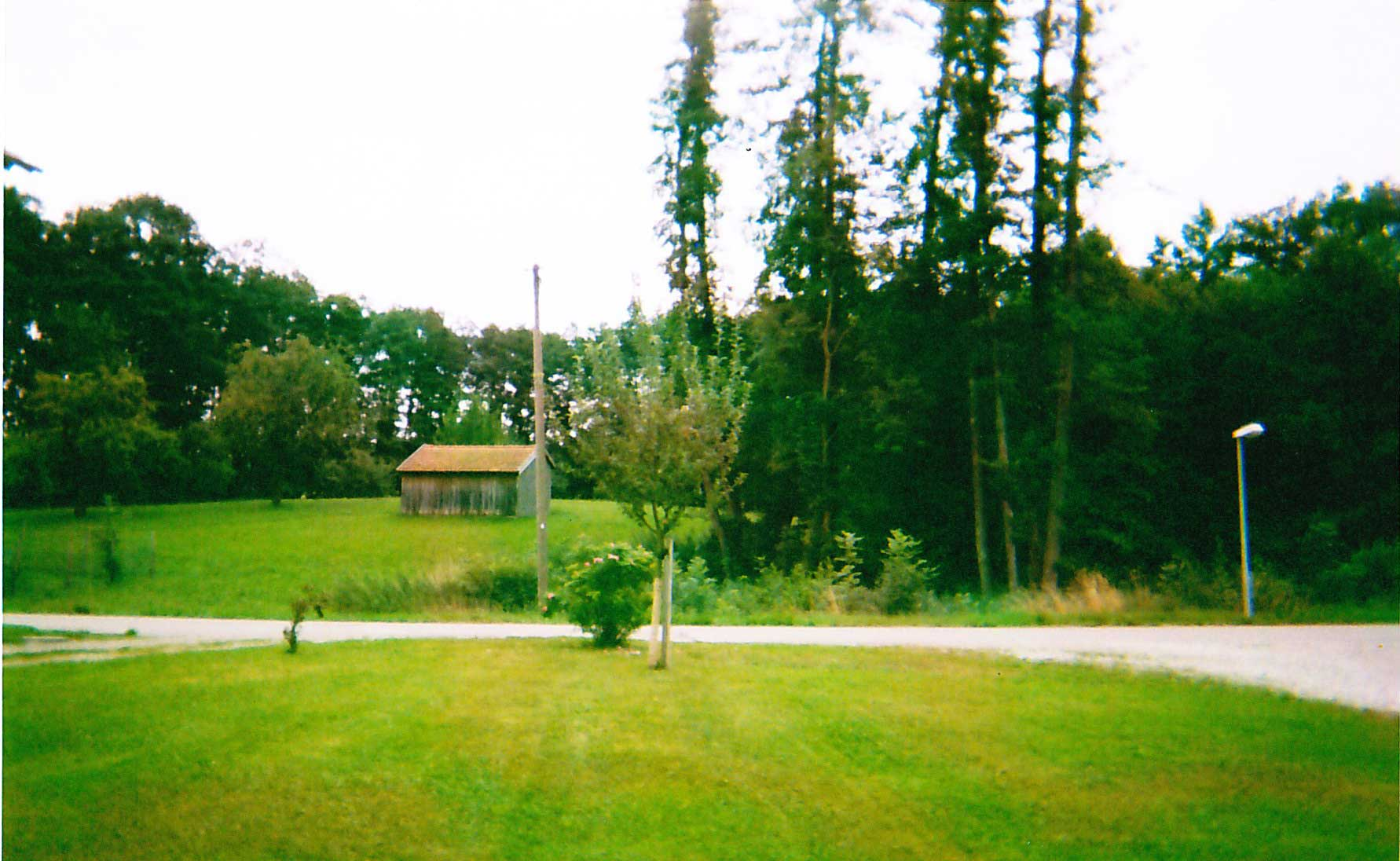
Standortrest des verschwundenen Schlosses Kopfsburg

1802 fiel Kopfsburg im Rahmen der Säkularisation an den bayrischen Staat. 1808 wurde im Schloss die spätere Opernsängerin Auguste von Faßmann geboren. Das Schloss wurde 1814 abgerissen. Vorhanden blieb bis heute der nun trockengelegte und von Bäumen bewachsene Wassergraben mit dem Erdhügel. Es ist in der Liste der Bodendenkmäler in Bayern als Burgstall des Mittelalters und der frühen Neuzeit („Kopfsburg“) mit abgegangenem Wirtschaftshof und ehemalige Gartenanlagen unter der Aktennummer D-1-7738-0010 erfasst.
Alle Straßen im Ort tragen Namen, die mit der Schlossgeschichte in Verbindung stehen.
Der Bau der 2019 eröffneten Isentalautobahn teilt das einstmalige Oberkopfsburg in zwei Hälften.